# Sumh
|  | Dublet Denne artikel handler om det samme som Sammenslutningen af Unge Med Handicap. (Diskutér artiklen) |

SUMH (Sammenslutningen af Unge Med Handicap) er en politisk forening for unge mellem 15 og 35 år, der har et handicap eller en kronisk sygdom. Foreningen er en paraplyorganisation, som dækker 12 handicapforeninger og deres ca. 4000 medlemmer. 
De 12 handicapforeninger er: Dansk Blindesamfunds Ungdom, Dansk Handicapforbund Ungdomskredsen, Danske Døves Ungdomsforbund, Dansk Epilepsiforenings Ungdom, Foreningen af Unge med Gigt, Hovedtropperne, Høreforeningens Ungdomsudvalg, Muskelsvindfondens Ungdomsgruppe, Danmarks Psoreasis Forening Ungdom, Scleroseforeningens Ungdomsudvalg ATTACK, Spastikerforeningens Ungdom og Udviklingshæmmedes Landsforbund.
SUMH blev stiftet i 1981, og hed dengang DSI Ungdom (De Samvirkende Invalideorganisationers Ungdom. I 2008 ændrede foreningen navn til SUMH.
SUMH arbejder inden for handicappolitiske områder, særligt uddannelse, tilgængelighed, rettigheder og arbejde. 